# 벵이역
벵이역(독일어: Bahnhof Wängi)은 스위스 투르가우주의 벵이 지자체에 있는 기차역이다. 1,000mm 미터궤 아펜첼 철도의 프라우엔펠트-빌선에 위치해 있다.

## 운행편
2020년 12월 시간표 변경에 따라 벵이에서 다음 서비스가 정차한다.
- 장크트갈렌 S-반 :
  - S15 : 프라우엔펠트와 빌 사이를 30분 간격으로 운행한다.